# Tour La Provence 2019
El Tour La Provence 2019, fou la 4a edició del Tour La Provence i es disputà entre el 14 i el 17 de febrer de 2019 sobre un recorregut de 531,9 km repartits entre quatre etapes. La cursa formà part del calendari de l'UCI Europa Tour 2019, amb una categoria 2.1.
El vencedor final fou el basc Gorka Izagirre (Astana Qazaqstan Team), que s'imposà per tan sols 13 centèsimes a l'australià Simon Clarke (EF Education First) i un segon sobre el francès Tony Gallopin (AG2R La Mondiale), que completaren el podi.

## Equips
En aquesta edició hi prenen part 22 equips:
| WorldTeams (9)- AG2R La Mondiale - Astana - Deceuninck-Quick Step - EF Education First - Groupama-FDJ - Movistar Team - Team Sunweb - Sky - Trek-Segafredo Equips continentals professionals (9)- Androni Giocattoli-Sidermec - Arkéa-Samsic - Cofidis, Solutions Crédits - Delko-Marseille Provence - Direct Énergie - Israel Cycling Academy - Vital Concept-B&B Hotels - Wanty-Groupe Gobert - Corendon-Circus Equips continentals (4)- Amore & Vita-Prodir - Natura4Ever-Roubaix Lille Métropole - Saint Michel-Auber 93 - WSA-Pushbikers |
| |

## Etapes
| Etapa    | Data      | Ciutats d'etapa                                           | type                      | Distància (km) | Vencedor de l'etapa      | Líder de la general     |
| -------- | --------- | --------------------------------------------------------- | ------------------------- | -------------- | ------------------------ | ----------------------- |
| 1a etapa | 14 de feb | les Santes Maries de la Mar – les Santes Maries de la Mar | contrarellotge individual | 8,9            | Filippo Ganna            | Filippo Ganna           |
| 2a etapa | 15 de feb | Istre – La Ciutat                                         | etapa accidentada         | 194            | Eduard Prades i Reverter | Gorka Izagirre Insausti |
| 3a etapa | 16 de feb | Aubanha – Circuit Paul Ricard                             | etapa accidentada         | 159            | Philippe Gilbert         | Gorka Izagirre Insausti |
| 4a etapa | 17 de feb | Avinyó – Ais de Provença                                  | etapa plana               | 170            | John Degenkolb           | Gorka Izagirre Insausti |

### Etapa 1
| \| Classificació de l'etapa \| Classificació de l'etapa \| Classificació de l'etapa \| Classificació de l'etapa \| Classificació de l'etapa \| \| Corredor \| Corredor \| Equip \| Temps \| \| \| ------------------------ \| ------------------------ \| ------------------------ \| ------------------------ \| ------------------------ \| \| 1r \| Filippo Ganna \| Team Sky \| 10' 05" \| \| \| 2n \| Sebastian Langeveld \| EF Education First \| + 9" \| \| \| 3r \| Rémi Cavagna \| Deceuninck-Quick Step \| + 10" \| \| \| 4t \| Jasha Sütterlin \| Movistar Team \| + 15" \| \| \| 5è \| Kasper Asgreen \| Deceuninck-Quick Step \| + 18" \| \| \| 6è \| Yves Lampaert \| Deceuninck-Quick Step \| + 19" \| \| \| 7è \| Benjamin Thomas \| Groupama-FDJ \| + 20" \| \| \| 8è \| Owain Doull \| Team Sky \| + 21" \| \| \| 9è \| Sep Vanmarcke \| EF Education First \| + 24" \| \| \| 10è \| Yoann Paillot \| Saint Michel-Auber 93 \| + 25" \| \| |                     |                       |         |
| |                     |                       |         |
| Font: ProCyclingStats |                     |                       |         |
| Classificació de l'etapa |                     |                       |         |
| Corredor | Corredor            | Equip                 | Temps   |
| 1r | Filippo Ganna       | Team Sky              | 10' 05" |
| 2n | Sebastian Langeveld | EF Education First    | + 9"    |
| 3r | Rémi Cavagna        | Deceuninck-Quick Step | + 10"   |
| 4t | Jasha Sütterlin     | Movistar Team         | + 15"   |
| 5è | Kasper Asgreen      | Deceuninck-Quick Step | + 18"   |
| 6è | Yves Lampaert       | Deceuninck-Quick Step | + 19"   |
| 7è | Benjamin Thomas     | Groupama-FDJ          | + 20"   |
| 8è | Owain Doull         | Team Sky              | + 21"   |
| 9è | Sep Vanmarcke       | EF Education First    | + 24"   |
| 10è | Yoann Paillot       | Saint Michel-Auber 93 | + 25"   |

| \| Classificació general \| Classificació general \| Classificació general \| Classificació general \| Classificació general \| \| Corredor \| Corredor \| Equip \| Temps \| \| \| --------------------- \| --------------------- \| --------------------- \| --------------------- \| --------------------- \| \| 1r \| Filippo Ganna \| Team Sky \| 10' 05" \| \| \| 2n \| Sebastian Langeveld \| EF Education First \| + 9" \| \| \| 3r \| Rémi Cavagna \| Deceuninck-Quick Step \| + 10" \| \| \| 4t \| Jasha Sütterlin \| Movistar Team \| + 15" \| \| \| 5è \| Kasper Asgreen \| Deceuninck-Quick Step \| + 18" \| \| \| 6è \| Yves Lampaert \| Deceuninck-Quick Step \| + 19" \| \| \| 7è \| Benjamin Thomas \| Groupama-FDJ \| + 20" \| \| \| 8è \| Owain Doull \| Team Sky \| + 21" \| \| \| 9è \| Sep Vanmarcke \| EF Education First \| + 24" \| \| \| 10è \| Yoann Paillot \| Saint Michel-Auber 93 \| + 25" \| \| |                     |                       |         |
| |                     |                       |         |
| Font: ProCyclingStats |                     |                       |         |
| Classificació general |                     |                       |         |
| Corredor | Corredor            | Equip                 | Temps   |
| 1r | Filippo Ganna       | Team Sky              | 10' 05" |
| 2n | Sebastian Langeveld | EF Education First    | + 9"    |
| 3r | Rémi Cavagna        | Deceuninck-Quick Step | + 10"   |
| 4t | Jasha Sütterlin     | Movistar Team         | + 15"   |
| 5è | Kasper Asgreen      | Deceuninck-Quick Step | + 18"   |
| 6è | Yves Lampaert       | Deceuninck-Quick Step | + 19"   |
| 7è | Benjamin Thomas     | Groupama-FDJ          | + 20"   |
| 8è | Owain Doull         | Team Sky              | + 21"   |
| 9è | Sep Vanmarcke       | EF Education First    | + 24"   |
| 10è | Yoann Paillot       | Saint Michel-Auber 93 | + 25"   |

### Etapa 2
| \| Classificació de l'etapa \| Classificació de l'etapa \| Classificació de l'etapa \| Classificació de l'etapa \| Classificació de l'etapa \| \| Corredor \| Corredor \| Equip \| Temps \| \| \| ------------------------ \| ------------------------ \| ------------------------ \| ------------------------ \| ------------------------ \| \| 1r \| Eduard Prades i Reverter \| Movistar Team \| 4h 50' 15" \| \| \| 2n \| Tony Gallopin \| AG2R La Mondiale \| + 0" \| \| \| 3r \| Gorka Izagirre Insausti \| Astana \| + 0" \| \| \| 4t \| Simon Clarke \| EF Education First \| + 0" \| \| \| 5è \| Edward Dunbar \| Team Sky \| + 0" \| \| \| 6è \| Lilian Calmejane \| Direct Énergie \| + 0" \| \| \| 7è \| Thibaut Pinot \| Groupama-FDJ \| + 0" \| \| \| 8è \| David Gaudu \| Groupama-FDJ \| + 0" \| \| \| 9è \| Rudy Molard \| Groupama-FDJ \| + 0" \| \| \| 10è \| Philippe Gilbert \| Deceuninck-Quick Step \| + 16" \| \| |                          |                       |            |
| |                          |                       |            |
| Font: ProCyclingStats |                          |                       |            |
| Classificació de l'etapa |                          |                       |            |
| Corredor | Corredor                 | Equip                 | Temps      |
| 1r | Eduard Prades i Reverter | Movistar Team         | 4h 50' 15" |
| 2n | Tony Gallopin            | AG2R La Mondiale      | + 0"       |
| 3r | Gorka Izagirre Insausti  | Astana                | + 0"       |
| 4t | Simon Clarke             | EF Education First    | + 0"       |
| 5è | Edward Dunbar            | Team Sky              | + 0"       |
| 6è | Lilian Calmejane         | Direct Énergie        | + 0"       |
| 7è | Thibaut Pinot            | Groupama-FDJ          | + 0"       |
| 8è | David Gaudu              | Groupama-FDJ          | + 0"       |
| 9è | Rudy Molard              | Groupama-FDJ          | + 0"       |
| 10è | Philippe Gilbert         | Deceuninck-Quick Step | + 16"      |

| \| Classificació general \| Classificació general \| Classificació general \| Classificació general \| Classificació general \| \| Corredor \| Corredor \| Equip \| Temps \| \| \| --------------------- \| ------------------------ \| --------------------- \| --------------------- \| --------------------- \| \| 1r \| Gorka Izagirre Insausti \| Astana \| 5h 00' 45" \| \| \| 2n \| Thibaut Pinot \| Groupama-FDJ \| + 2" \| \| \| 3r \| Tony Gallopin \| AG2R La Mondiale \| + 6" \| \| \| 4t \| Rudy Molard \| Groupama-FDJ \| + 10" \| \| \| 5è \| Simon Clarke \| EF Education First \| + 11" \| \| \| 6è \| David Gaudu \| Groupama-FDJ \| + 15" \| \| \| 7è \| Edward Dunbar \| Team Sky \| + 15" \| \| \| 8è \| Eduard Prades i Reverter \| Movistar Team \| + 21" \| \| \| 9è \| Sébastien Reichenbach \| Groupama-FDJ \| + 26" \| \| \| 10è \| Jimmy Janssens \| Corendon-Circus \| + 26" \| \| |                          |                    |            |
| |                          |                    |            |
| Font: ProCyclingStats |                          |                    |            |
| Classificació general |                          |                    |            |
| Corredor | Corredor                 | Equip              | Temps      |
| 1r | Gorka Izagirre Insausti  | Astana             | 5h 00' 45" |
| 2n | Thibaut Pinot            | Groupama-FDJ       | + 2"       |
| 3r | Tony Gallopin            | AG2R La Mondiale   | + 6"       |
| 4t | Rudy Molard              | Groupama-FDJ       | + 10"      |
| 5è | Simon Clarke             | EF Education First | + 11"      |
| 6è | David Gaudu              | Groupama-FDJ       | + 15"      |
| 7è | Edward Dunbar            | Team Sky           | + 15"      |
| 8è | Eduard Prades i Reverter | Movistar Team      | + 21"      |
| 9è | Sébastien Reichenbach    | Groupama-FDJ       | + 26"      |
| 10è | Jimmy Janssens           | Corendon-Circus    | + 26"      |

### Etapa 3
| \| Classificació de l'etapa \| Classificació de l'etapa \| Classificació de l'etapa \| Classificació de l'etapa \| Classificació de l'etapa \| \| Corredor \| Corredor \| Equip \| Temps \| \| \| ------------------------ \| ------------------------ \| ------------------------ \| ------------------------ \| ------------------------ \| \| 1r \| Philippe Gilbert \| Deceuninck-Quick Step \| 4h 25' 10" \| \| \| 2n \| Toms Skujiņš \| Trek-Segafredo \| + 0" \| \| \| 3r \| Tony Gallopin \| AG2R La Mondiale \| + 0" \| \| \| 4t \| Simon Clarke \| EF Education First \| + 0" \| \| \| 5è \| Gorka Izagirre Insausti \| Astana \| + 0" \| \| \| 6è \| Cyril Gautier \| Vital Concept-B&B Hotels \| + 0" \| \| \| 7è \| Guillaume Martin \| Wanty-Gobert \| + 0" \| \| \| 8è \| Julien El Fares \| Delko Marseille Provence \| + 0" \| \| \| 9è \| Dorian Godon \| AG2R La Mondiale \| + 0" \| \| \| 10è \| Edward Dunbar \| Team Sky \| + 0" \| \| |                         |                          |            |
| |                         |                          |            |
| Font: ProCyclingStats |                         |                          |            |
| Classificació de l'etapa |                         |                          |            |
| Corredor | Corredor                | Equip                    | Temps      |
| 1r | Philippe Gilbert        | Deceuninck-Quick Step    | 4h 25' 10" |
| 2n | Toms Skujiņš            | Trek-Segafredo           | + 0"       |
| 3r | Tony Gallopin           | AG2R La Mondiale         | + 0"       |
| 4t | Simon Clarke            | EF Education First       | + 0"       |
| 5è | Gorka Izagirre Insausti | Astana                   | + 0"       |
| 6è | Cyril Gautier           | Vital Concept-B&B Hotels | + 0"       |
| 7è | Guillaume Martin        | Wanty-Gobert             | + 0"       |
| 8è | Julien El Fares         | Delko Marseille Provence | + 0"       |
| 9è | Dorian Godon            | AG2R La Mondiale         | + 0"       |
| 10è | Edward Dunbar           | Team Sky                 | + 0"       |

| \| Classificació general \| Classificació general \| Classificació general \| Classificació general \| Classificació general \| \| Corredor \| Corredor \| Equip \| Temps \| \| \| --------------------- \| ------------------------ \| --------------------- \| --------------------- \| --------------------- \| \| 1r \| Gorka Izagirre Insausti \| Astana \| 9h 25' 55" \| \| \| 2n \| Thibaut Pinot \| Groupama-FDJ \| + 2" \| \| \| 3r \| Tony Gallopin \| AG2R La Mondiale \| + 2" \| \| \| 4t \| Simon Clarke \| EF Education First \| + 8" \| \| \| 5è \| Rudy Molard \| Groupama-FDJ \| + 10" \| \| \| 6è \| David Gaudu \| Groupama-FDJ \| + 15" \| \| \| 7è \| Edward Dunbar \| Team Sky \| + 15" \| \| \| 8è \| Eduard Prades i Reverter \| Movistar Team \| + 21" \| \| \| 9è \| Jimmy Janssens \| Corendon-Circus \| + 26" \| \| \| 10è \| Lilian Calmejane \| Direct Énergie \| + 32" \| \| |                          |                    |            |
| |                          |                    |            |
| Font: ProCyclingStats |                          |                    |            |
| Classificació general |                          |                    |            |
| Corredor | Corredor                 | Equip              | Temps      |
| 1r | Gorka Izagirre Insausti  | Astana             | 9h 25' 55" |
| 2n | Thibaut Pinot            | Groupama-FDJ       | + 2"       |
| 3r | Tony Gallopin            | AG2R La Mondiale   | + 2"       |
| 4t | Simon Clarke             | EF Education First | + 8"       |
| 5è | Rudy Molard              | Groupama-FDJ       | + 10"      |
| 6è | David Gaudu              | Groupama-FDJ       | + 15"      |
| 7è | Edward Dunbar            | Team Sky           | + 15"      |
| 8è | Eduard Prades i Reverter | Movistar Team      | + 21"      |
| 9è | Jimmy Janssens           | Corendon-Circus    | + 26"      |
| 10è | Lilian Calmejane         | Direct Énergie     | + 32"      |

### Etapa 4
| \| Classificació de l'etapa \| Classificació de l'etapa \| Classificació de l'etapa \| Classificació de l'etapa \| Classificació de l'etapa \| \| Corredor \| Corredor \| Equip \| Temps \| \| \| ------------------------ \| ------------------------ \| -------------------------- \| ------------------------ \| ------------------------ \| \| 1r \| John Degenkolb \| Trek-Segafredo \| 3h 52' 11" \| \| \| 2n \| Simon Clarke \| EF Education First \| + 0" \| \| \| 3r \| Anthony Maldonado \| Saint Michel-Auber 93 \| + 0" \| \| \| 4t \| Tony Gallopin \| AG2R La Mondiale \| + 0" \| \| \| 5è \| Damien Touzé \| Cofidis, Solutions Crédits \| + 0" \| \| \| 6è \| Yves Lampaert \| Deceuninck-Quick Step \| + 0" \| \| \| 7è \| Benjamin Thomas \| Groupama-FDJ \| + 0" \| \| \| 8è \| Philippe Gilbert \| Deceuninck-Quick Step \| + 0" \| \| \| 9è \| Warren Barguil \| Arkéa-Samsic \| + 0" \| \| \| 10è \| August Jensen \| Israel Cycling Academy \| + 0" \| \| |                   |                            |            |
| |                   |                            |            |
| Font: ProCyclingStats |                   |                            |            |
| Classificació de l'etapa |                   |                            |            |
| Corredor | Corredor          | Equip                      | Temps      |
| 1r | John Degenkolb    | Trek-Segafredo             | 3h 52' 11" |
| 2n | Simon Clarke      | EF Education First         | + 0"       |
| 3r | Anthony Maldonado | Saint Michel-Auber 93      | + 0"       |
| 4t | Tony Gallopin     | AG2R La Mondiale           | + 0"       |
| 5è | Damien Touzé      | Cofidis, Solutions Crédits | + 0"       |
| 6è | Yves Lampaert     | Deceuninck-Quick Step      | + 0"       |
| 7è | Benjamin Thomas   | Groupama-FDJ               | + 0"       |
| 8è | Philippe Gilbert  | Deceuninck-Quick Step      | + 0"       |
| 9è | Warren Barguil    | Arkéa-Samsic               | + 0"       |
| 10è | August Jensen     | Israel Cycling Academy     | + 0"       |

## Classificació final
| \| Classificació general \| Classificació general \| Classificació general \| Classificació general \| Classificació general \| \| Corredor \| Corredor \| Equip \| Temps \| \| \| --------------------- \| ------------------------ \| -------------------------- \| --------------------- \| --------------------- \| \| 1r \| Gorka Izagirre Insausti \| Astana \| 13h 18' 06" \| \| \| 2n \| Simon Clarke \| EF Education First \| + 0" \| \| \| 3r \| Tony Gallopin \| AG2R La Mondiale \| + 1" \| \| \| 4t \| Thibaut Pinot \| Groupama-FDJ \| + 2" \| \| \| 5è \| Rudy Molard \| Groupama-FDJ \| + 10" \| \| \| 6è \| David Gaudu \| Groupama-FDJ \| + 15" \| \| \| 7è \| Edward Dunbar \| Team Sky \| + 15" \| \| \| 8è \| Eduard Prades i Reverter \| Movistar Team \| + 21" \| \| \| 9è \| Jimmy Janssens \| Corendon-Circus \| + 26" \| \| \| 10è \| Philippe Gilbert \| Deceuninck-Quick Step \| + 29" \| \| \| 11è \| Lilian Calmejane \| Direct Énergie \| + 32" \| \| \| 12è \| Lluís Mas Bonet \| Movistar Team \| + 49" \| \| \| 13è \| Cyril Gautier \| Vital Concept-B&B Hotels \| + 51" \| \| \| 14è \| Pierre-Luc Périchon \| Cofidis, Solutions Crédits \| + 55" \| \| \| 15è \| Toms Skujiņš \| Trek-Segafredo \| + 58" \| \| |                          |                            |             |
| |                          |                            |             |
| Font: ProCyclingStats |                          |                            |             |
| Classificació general |                          |                            |             |
| Corredor | Corredor                 | Equip                      | Temps       |
| 1r | Gorka Izagirre Insausti  | Astana                     | 13h 18' 06" |
| 2n | Simon Clarke             | EF Education First         | + 0"        |
| 3r | Tony Gallopin            | AG2R La Mondiale           | + 1"        |
| 4t | Thibaut Pinot            | Groupama-FDJ               | + 2"        |
| 5è | Rudy Molard              | Groupama-FDJ               | + 10"       |
| 6è | David Gaudu              | Groupama-FDJ               | + 15"       |
| 7è | Edward Dunbar            | Team Sky                   | + 15"       |
| 8è | Eduard Prades i Reverter | Movistar Team              | + 21"       |
| 9è | Jimmy Janssens           | Corendon-Circus            | + 26"       |
| 10è | Philippe Gilbert         | Deceuninck-Quick Step      | + 29"       |
| 11è | Lilian Calmejane         | Direct Énergie             | + 32"       |
| 12è | Lluís Mas Bonet          | Movistar Team              | + 49"       |
| 13è | Cyril Gautier            | Vital Concept-B&B Hotels   | + 51"       |
| 14è | Pierre-Luc Périchon      | Cofidis, Solutions Crédits | + 55"       |
| 15è | Toms Skujiņš             | Trek-Segafredo             | + 58"       |

## Evolució de les classificacions
| Etapa                  | Vencedor               | Classificació general | Classificació de la muntanya | Classificació dels esprints | Classificació dels joves | Classificació per equips |
| ---------------------- | ---------------------- | --------------------- | ---------------------------- | --------------------------- | ------------------------ | ------------------------ |
| 1                      | Filippo Ganna          | Filippo Ganna         | no atorgat                   | Filippo Ganna               | Filippo Ganna            | Deceuninck-Quick Step    |
| 2                      | Eduard Prades          | Gorka Izagirre        | Lilian Calmejane             | Eduard Prades               | David Gaudu              | Groupama-FDJ             |
| 3                      | Philippe Gilbert       | Gorka Izagirre        | Dries De Bondt               | Simon Clarke                | David Gaudu              | Groupama-FDJ             |
| 4                      | John Degenkolb         | Gorka Izagirre        | Lilian Calmejane             | Simon Clarke                | David Gaudu              | Groupama-FDJ             |
| Classificacions finals | Classificacions finals | Gorka Izagirre        | Lilian Calmejane             | Simon Clarke                | David Gaudu              | Groupama-FDJ             |